# Güby
Güby (danska: Gyby) är en kommun och ort i Kreis Rendsburg-Eckernförde i förbundslandet Schleswig-Holstein i Tyskland.
Kommunen ingår i kommunalförbundet Amt Schlei-Ostsee tillsammans med ytterligare 18 kommuner.